# Size (Unix)
size é um utilitário de linha de comando originalmente escrito para uso com os sistemas operacionais Unix-like. Processa um ou mais arquivos ELF e sua produção são as dimensões (em bytes) do texto, e dados não inicializados seções, assim como o total.